# 경성고등상업학교

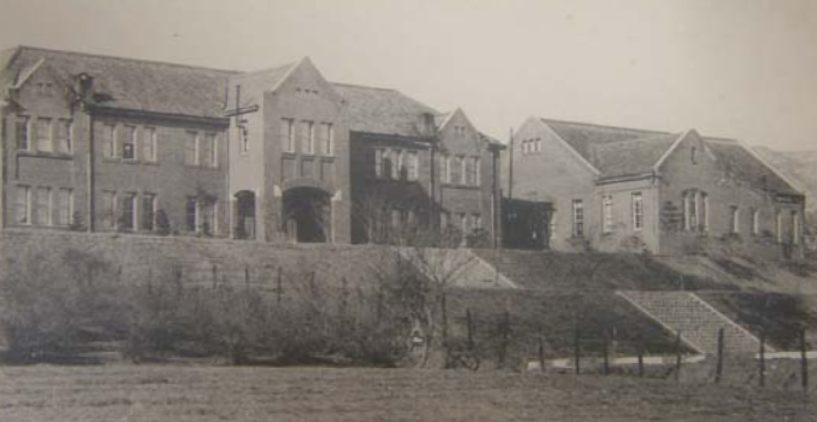
초기의 경성고등상업학교

경성고등상업학교(京城高等商業學校)는 일제 강점기의 교육기관으로 관립 전문학교였다. 일제 강점기 동안 연희전문학교, 보성전문학교와 함께 3개밖에 없는 상업 고등교육기관이었으며, 현대 대한민국의 수많은 재계인사와 경제계 관료, 은행 중역 등을 배출했다. 해방이후 서울대학교 상과대학에 흡수되면서 대학기관으로 승격되었다.

## 설립
경성고등상업학교의 기원은 1915년 8월 27일에 설립 인가된 전문학교급인 일본의 동양협회식민전문학교 경성분교였다. 이 학교는 오늘날의 숭인동에 설립되었다. 동양협회식민전문학교 경성분교는 일본의 전문학교령 관할에 있었으며, 조선내의 일본인의 고등상업교육을 위한 학교였기 때문에 일본인만 입학할 수 있었다. 1916년 6월 28일 동양협회 식민전문학교 경성분교로 조선총독부에 등록을 함으로써 조선내에서 학생을 모집하게 되며, 조선총독부의 영향이 미치게 되었다. 1918년 3월12일 재단법인 사립 동양협회 경성전문학교[1918년 4월 9일 인정]로 일본과 분리되고 독립적 학교가 운영되어 총독부 보조금을 받는 사립 고등보통학교로 지내며 1920년 4월에는 동양협회에서 분리되어 사립 경성상업학교가 되었다. 경성상업학교는 조선총독부의 실업학교급이 아니라 인가 밖의 독립학교였다. 이 학교는 조선총독부 관할 밖의 학교였기 때문에 학생들의 수업료와 공납금(등록금)으로만 운영되었으며, 곧 재정난에 빠지게 되어 학교운영이 불가능해지자. 1922년 경영난에 빠진 학교를 조선총독부에서 완전 인수하여 전문학교급으로 승격되면서 관립 경성고등상업학교로 개편한다.

## 경성고등상업학교
경성고등상업학교는 일제 강점기의 전문학교 기관 중에 가장 조선인과 일본인간의 차별이 심했던 학교였다. 입학 정원에서 조선인을 20%만 선발하도록 내규가 있었으며, 이에 대한 언론의 비판이 끊이지 않았으나 해방까지 조선인과 일본인의 입시차별은 시정되지 않았다. 1922년부터 1936년까지의 968명의 졸업생 중에서 조선인은 177명으로 전체의 10%가 조금 넘는 수치였다. 교직원의 구성에서도, 일본인 교사와 직원은 87명인 반면, 조선인은 조선어 강사 1명에 그쳤다. 경성고등상업학교를 졸업한 박두병 전 두산그룹회장의 수기와 당시의 각종 언론 매체를 보면, 경성고등상업학교의 입시에서뿐 아니라 학교 내에서도 조선인과 일본인 간의 차별이 극심했다고 한다.
경성고등상업학교의 정원 85명에 수학연한은 3년이었으며, 상학을 교수했다. 조선의 관립 고등상업교육기관이 경성고등상업학교 단 하나였기 때문에 졸업생들은 극심한 취업난 속에서도 큰 걱정없이 관공서, 공공은행이나 일본계 대기업에 취직했다. 조선인 졸업자의 상당수가 한성은행, 조선상업은행, 동일은행과 같은 민간 은행에 입행했으며, 조선은행과 조선식산은행과 같은 공공은행에 입행하는 경우도 있었다. 1930년대에 만주국이 건국되고 만주국 개발이 진행되자 경성고상 출신의 조선인들이 만주의 경제 관료나 만주국중앙은행의 간부로 취업하기도 했다.
경성고등상업학교가 조선총독부 관립으로 이관되었을 때 재정적자가 심각했지만, 조선총독부는 재정적자를 해결하지 않고 교직원의 급여와 필수적인 운영 비용만을 지원했다. 이 때문에 다른 관립전문학교와 달리 학교 운영 비용의 절대적 비용을 수업료와 공납금으로 충당해야 했기 때문에 일제 강점기 내내 학교 운영이 어려웠고, 학생들이 부담하는 수업료와 공납금이 타 전문학교보다 훨씬 비쌌다. 비싼 수업료ㆍ공납금으로 인해 중퇴자가 많았으며, 조선인은 50%내외의 중퇴율을 보여줬다.
1920년대 이후 일본과 식민지 조선에서 자본주의 발전이 진행되면서 당시 취업시장에서 여러 전문학교들 중에서 상업학교의 인기가 가장 많았기 때문에 경성고등상업학교도 높은 경쟁률을 보여줬다. 다만, 타 전문학교보다 비싼 수업료와 공납금과 입시와 학교생활에서의 조선인ㆍ일본인 간의 차별 때문에 조선인들의 지원이 상대적으로 적어 3:1에서 6:1의 다소 낮은 경쟁률을 보여줬다. 참고로, 조선인 본위의 학사 운영이 이루어졌던 연희전문학교 보성전문학교 상과의 경우에는 매년 해가 갈 수록 지원자가 격증하여 일제 강점기 말기에는 20:1의 극심한 경쟁률을 보여줬다.
1939년 경성고등상업학교는 종암동의 우석학원(友石學園) 건물로 이전하게 된다. 한편, 1944년 전시총동원체제의 강화로 교육예산이 급감함에 따라 경성고등상업학교는 경성법학전문학교와 통폐합되어 경성경제전문학교가 된다.
일제와 조선총독부 당국이 식민지 조선에서 단 하나의 관립 상업기관만을 운영하면서 고등상업교육의 기회를 제한하고, 경성제국대학에도 경제학과를 설치하지 않은 것은 정책적 계산에 따른 것이었다. 일제는 조선인에 대한 상업교육 자체를 제한하여 민족기업의 설립과 성장을 억제하고, 상업교육을 받은 조선인들을 일본계 민간은행, 대기업이나 관공서로 취업하도록 유도하여 이들이 민족주의 진영에 들어서거나 민족경제 발전에 도움이 되지 않도록 관리하였다. 또, 학술적 성격과 사회과학적 성격을 띤 경제학교육의 기회를 극도로 제한하고, 기능적 성격이 강한 상학을 중점적으로 교육함으로써, 고등학력자가 식민지 경제의 모순성을 지각하지 못하도록 하였다.
경성고등상업학교 출신인사들은 해방이후 남북한의 관계와 경제계, 산업계에서 고위직에 진출하게 되었다. 특히, 경성고상출신으로서 조선은행이나 식산은행과 같은 공공은행 근무자들이 경제관료와 국책은행 경영진으로 진출하였다. 경성고상 졸업자로 만주국 국무원이나 만주국 중앙은행에서 경제관료 출신들은 북한의 경제 발전에서 주도적인 역할을 해나갔다.
해방 직후 경성경제전문학교는 대학기관인 경성경제대학(비인가)과 학부로 격상되었다. 경성경제대학은 서울대학교 상과대학이 된다.

## 같이 보기
- 경성고등상업학교 야구단
- 경성고등상업학교 육상단
- 경성고등상업학교 정구단
- 일제 강점기의 교육